# Брукс, Луиза
Луиза Брукс (англ. Louise Brooks; 14 ноября 1906[…], Черривейл, Канзас — 8 августа 1985[…], Рочестер, Нью-Йорк) — американская танцовщица, модель, актриса немого кино.

## Биография
Родилась в городке Черривейл (штат Канзас). Отец — Леонард Портер Брукс, юрист. Мать — Майра Руд, пианистка. Луиза — вторая из четверых детей в семье.
Мать Луизы увлекалась искусством. Она поощряла пристрастие дочери к танцам, что сыграло большую роль в выборе первой профессии будущей звезды немого кино. К десяти годам Луиза Брукс начала получать свои первые гонорары за выступления на рождественских вечерах в клубах «Киванис» и «Ротари». В 15 лет Луиза бросила школу и уехала в Нью-Йорк со своим учителем танцев.
Начинала в 1922 году как стажерка в труппе «Танцоры „Денишона“», занимавшейся постановками современного танца. Одной из её партнерш была Марта Грэм, ставшая подругой Брукс на всю жизнь. «Я училась играть, глядя, как танцует Марта Грэм, — позже говорила Брукс в интервью Кевину Браунлоу, а двигаться в кадре я училась, глядя на Чаплина». В 1924 году Брукс уволили.
В 1925 году успешно прошла кинопробы и получила эпизодическую роль в фильме «Улица забытых людей» (The Street of Forgotten Men), а уже в следующей картине, «Американская Венера» (The American Venus, 1926), её роль была более значительной.
В 1928 году снялась в фильме Говарда Хоукса «Девушка в каждом порту», получившем признание в Европе и лишь после этого ставшим известным в США. Жорж Садуль писал, что благодаря этому фильму зрителям «открылась чарующая личность Луизы Брукс, незабываемой в женственности её гибкого, как лиана, тела и густых чёрных волос». Вершиной её карьеры была роль Лулу в фильме Пабста «Ящик Пандоры» (1929, по одноимённой драме Ведекинда), она играла также в следующем фильме Пабста «Дневник падшей» (1929).
Брукс перестала сниматься в 1938 году и зарабатывала на жизнь, танцуя в ночных клубах. Занималась живописью, литературой; написала автобиографию. В 1976 году снялась в документальном фильме «Воспоминания о Берлине», в 1984 году — в документальном фильме «Лулу в Берлине».
С 21 июля 1926 года по 20 июня 1928 года была замужем за режиссёром Альбертом Сазерлендом.

## Наследие и признание
Образ Луизы Брукс вдохновил Бьоя Касареса на создание образа Фаустины в романе «Изобретение Мореля» (1940). Брукс и её фильмы были заново открыты во Франции 1960-х годов режиссёрами «новой волны». Документальный фильм «Лулу в Берлине» (1984) о работе Брукс с Пабстом снял Ричард Ликок. Статью о ней написал влиятельный британский театральный критик Кеннет Тайнен. В документальном биографическом фильме «Луиза Брукс: в поисках Лулу» (1990) текст читала Ширли Маклейн. Образ Луизы Брукс, её характерная стрижка не раз использовались в кино и комиксах. Образ Луизы Брукс стал эротическим символом эпохи немого кино.

## Фильмография
1. 1925 — Улица забытых мужчин[англ.] / англ. The Street of Forgotten Men — девушка (в титрах не указана)
2. 1926 — Американская Венера[англ.] / англ. The American Venus — Мисс Бейпорт (утерянный фильм)
3. 1926 — Светская львица[англ.] / англ. A Social Celebrity — Китти Лаверн (утерянный фильм)
4. 1926 — Эта старая армейская игра[англ.] / англ. It's the Old Army Game — Милдред Маршалл
5. 1926 — Выпендрёж[англ.] / англ. The Show-Off — Клара
6. 1926 — Просто ещё одна блондинка[англ.] / англ. Just Another Blonde — Диана О’Салливан
7. 1926 — Люби их и оставь их[англ.] / англ. Love 'Em and Leave 'Em — Джени Уэлш
8. 1927 — Вечерняя одежда[англ.] / англ. Evening Clothes — Фокс Трот (утерянный фильм)
9. 1927 — Свёрнутые чулки[англ.] / англ. Rolled Stockings — Кэрол Флеминг (утерянный фильм)
10. 1927 — Сейчас мы в воздухе[англ.] / англ. Now We're in the Air — Гризель / Гризетт
11. 1927 — Обезумевший город[англ.] / англ. The City Gone Wild — Снаглз Джой (утерянный фильм)
12. 1928 — Девушка в каждом порту[англ.] / англ. A Girl in Every Port — Мари
13. 1928 — Нищие жизни[англ.] / англ. Beggars of Life — Нэнси
14. 1929 — Дело об убийстве «Канарейки»[англ.] / англ. The Canary Murder Case — Маргарет О’Делл, «Канарейка» (роль озвучена Маргарет Ливингстон)
15. 1929 — Ящик Пандоры / нем. Die Büchse der Pandora — Лулу
16. 1929 — Дневник падшей / нем. Tagebuch einer Verlorenen — Тимьян
17. 1930 — Приз за красоту[фр.] / фр. Prix de beauté — Люсьен Гарнье
18. 1931 — Реклама себя окупает[англ.] / англ. It Pays to Advertise — Тельма Темпл
19. 1931 — Божий подарок женщинам[англ.] / англ. God's Gift to Women — Флорин
20. 1931 — Винди Райли едет в Голливуд[англ.] / англ. Windy Riley Goes Hollywood — Бетти Грей
21. 1936 — Пустые сёдла[англ.] / англ. Empty Saddles
22. 1937 — Когда ты влюблён[англ.] / англ. When You're in Love — хористка (в титрах не указана)
23. 1937 — Король азарта[англ.] / англ. King of Gamblers — Джойс Битон (сцены с участием актрисы удалены)
24. 1938 — Грабители дилижансов[англ.] / англ. Overland Stage Raiders — Бет Хойт

## Автобиография
- Lulu in Hollywood. New York: Knopf, 1982 (неоднократно переиздавалась)